# Churu
Churu (hindi चूरु) és una ciutat del Rajasthan a l'Índia, capital del districte de Churu, prop del desert del Thar. la seva població al cens del 2001 era de 97.627 habitants (1901: 15.657)

## Fundació
Churu fou fundada el 1620 per un cap jat de nom Churru. Fou part del país de Jangla abans de la seva annexió pels rajputs rathors.

## Principat de Churu
Churu llavors estava formada per la ciutat i fortalesa i uns 80 pobles, i fou governada per un thakur, de nom Maldeo, net de Rao Kandhal (Rawat Kandhal) i oncle de Rao Bika, el maharaja rathor de Bikaner. Els thakurs de Churu van estar sempre enfrontats a Bikaner. El 1813 el thakur fou assetjat al seu fort i va esgotar tots els recursos per resistir a l'ocupació i quan ja no quedava metall va demanar a les princeses i les dones de l'harem d'entregar les seves joies i amb el metall fos es van fer bales pels canons. Es diu que va morir en empassar-se un diamant i Churu fou annexionada a Bikaner però el seu fill va recuperar el domini amb l'ajut d'Amir Khan el cap dels pindari. El 1818 la cort (Darbar) de Bikaner va recuperar el territori amb ajut britànic. Als thakurs se'ls va deixar 5 pobles. La línia de thakurs de Churu encara existeix representada per Thakur Saheb Shri Randhir Singh Ji.

## Districte del Rajasthan
El 1948 es va organitzar el districte de Churu del que fou declarada capital (abans Churu era un tehsil). El districte estava dividit en tres tehsils (Churu, Rajgarh i Taranagar) i la ciutat fou (i resta) capital d'un d'aquestos.

## Temples i llocs interessants
- Marda Sati Mandir
- Temple Balaji Babosa
- Temple Digambar Jain
- Upahshara Jatiji
- Temple Salasar Balaji (Temple del Hanuman Balaji)
- Temple de Ganesh
- Temple de Shyam
- Ram Mandir
- Punchmukhi Balaji
- Shaniji
- Gogaji
- Shitala Mata
- Bhaninath Muth
- Stupa Dharam
- Shri Akshay Shakti dham
- Shri Ram Mandir Dulrasar
- Gurukul Vidyalaya
- Dandiswami Jogendrashram a Rajaldesar
- Nombrosos havelis
- Fort Churu
- Ghantaghar
- Sethani Ka Johra
- Dakira Jhora
- Naath Ji Ki Bungli
- Nagar Shree Bhavan
- Sarvahitkarini Sabha Bhawan